# Jul i Schweiz
Jul i Schweiz präglas delvis av gemensamma traditioner med grannarna Tyskland och Österrike, men också flera egna traditioner.
Advent innebär början på julförberedelserna. Adventskalendrar är populära. I vissa byar förekommer även "riktiga adventskalendrar" där olika hus representerar en lucka. Ägaren till det hus som luckan representerar anordnar en fest den dagen då hans eller hennes hus är aktuell lucka.
Julmarknader är vanliga i städerna, och på många håll finns traditioner med parader och att gå ut och sjunga julsånger. Stjärngossetåg är vanliga bland barn, och pågår från sista veckan i advent till trettondedag jul.
I Schweiz är Jultomten känd som Samichlaus, och kommer enligt legenden den 6 december.
Julgranar är populära, och kläs traditionellt sett ofta på julafton. Vissa använder levande ljus, som tänds på julafton inför julklappsöppnandet och på nyårsafton för att enligt legenden ge tur.
Huvudmåltiden äts på julafton.